# Zapis PGN
PGN je kratica za Portable Game Notation (ang. prenosljivi zapis igre); je zapis šahovske igre, ki ga lahko bere človek, prepozna pa ga tudi večina računalniških programov. Vsebuje podatke o partiji (igri) in odigrane poteze. Zapis PGN je sicer zelo enostaven v primerjavi z XML, vendar je vseeno zelo priljubljen in razširjen. 
Poteze so sicer podane v algebrskem šahovskem zapisu. Običajni podaljšek datotek je ".pgn".
Zapis PGN se začne z oznakami (ang. tag pairs), ki jim sledijo poteze odigrane v igri z možnimi komentarji.

## Oznake
Oznake se pričenjajo "[", sledi ime oznake, vrednost oznake v navednicah ter "]". Primer: 
[Event "Dvoboj Kasparov - Deep Blue"]
PGN standard zahteva, da je v opis vključenih 7 nujnih oznak (STR - Seven Tag Roster). V izhodnem zapisu morajo biti le-te pred vsemi ostalimi oznakami v naslednjem vrstnem redu:
1. Event: Ime turnirja ali dvoboja.
2. Site: Lokacija dogodka v obliki "Mesto, Regija DRŽAVA", kjer DRŽAVA predstavlja tričrkovno kodo države pri Mednarodnem olimpijskem komiteju. Primer: "Ljubljana, SLO".
3. Date: Začetni datum partije v obliki LLLL.MM.DD. Če podatka ni se uporabi "??".
4. Round: Zaporedno kolo.
5. White: Igralec z belimi figurami, v obliki "Priimek, Ime".
6. Black: Igralec s črnimi figurami, v obliki "Priimek, Ime".
7. Result: Rezultat igre; ena od štirih možnosti: "1-0" (zmaga belega), "0-1" (zmaga črnega), "1/2-1/2" (remi) ali "*" (ostalo).

Vključenih je lahko še več oznak, npr.:
- Time: Čas začetka igre v obliki "HH:MM:SS" po lokalnem času.
- Termination: Podrobnosti o prekinjenih igrah. Lahko ima vrednosti: "abandoned", "adjudication", "death", "emergency", "normal", "rules infraction", "time forfeit", "unterminated".
- FEN: Pozicija na šahovski deski v zapisu FEN. Ta je uporabljena pri igrah, ki niso bile igrane od začetne pozicije ali pa pri šahovskih različic kot npr. Fischerjev naključni šah, kjer začetna pozicija ni taka, kot pri običajni šahovski igri. Če je uporabljena oznaka FEN mora biti nujno vključena tudi oznaka "SetUp" z vrednostjo "1".

## Poteze
Poteze opisujejo potek šahovske igre. Vključena je zaporedna številka poteze ter poteza sama v standardnem algebrskem zapisu (SAN).
Če rezultat ni "*", potem ga ponovimo na koncu seznama potez.

## Komentarji
Komentarji so lahko na koncu vrstice za ";" ali pa so vključeni med "{" in "}".

## Primer
Sledi primer igre v zapisu PGN:
```
[Event "F/S Return Match"]
[Site "
Beograd
, 
Srbija
 
JUG
"]
[Date "
1992
.
11.04
"]
[Round "29"]
[White "
Fischer, Robert J.
"]
[Black "
Spaski, Boris V.
"]
[Result "1/2-1/2"]

 

1. e4 e5 2. Sf3 Sc6 3. Lb5 {Ta otvoritev se imenuje Ruy Lopez.} a6
4. La4 Sf6 5. O-O Le7 6. Te1 b5 7. Lb3 d6 8. c3 O-O 
9. h3 Sb8 10. d4 Sbd7 11. c4 c6 12. cxb5 axb5
13. Sc3 Lb7 14. Lg5 b4 15. Sb1 h6 16. Lh4 c5
17. dxe5 Sxe4 18. Lxe7 Dxe7 19. exd6 Df6 20. Sbd2 Sxd6
21. Sc4 Sxc4 22. Lxc4 Sb6 23. Se5 Tae8 24. Lxf7+ Txf7
25. Sxf7 Txe1+ 26. Dxe1 Kxf7 27. De3 Dg5 28. Dxg5 hxg5
29. b3 Ke6 30. a3 Kd6 31. axb4 cxb4 32. Ta5 Sd5
33. f3 Lc8 34. Kf2 Lf5 35. Ta7 g6 36. Ta6+ Kc5
37. Ke1 Sf4 38. g3 Sxh3 39. Kd2 Kb5 40. Td6 Kc5
41. Ta6 Sf2 42. g4 Ld3 43. Te6 1/2-1/2
```

## Šahovske različice
Tudi šahovske različice se lahko zapišejo v zapisu PGN. Običajno vsebujejo oznako "Variant" z imenom različice. Večina šahovskih programov prepozna le nekaj šahovskih različic. Za druge vrste iger na deski, npr. go, se uporablja zapis SGF - Smart Game Format.